# Saltfleetby All Saints
Saltfleetby All Saints är en by i civil parish Saltfleetby, i distriktet East Lindsey, i grevskapet Lincolnshire, i England. Byn är belägen 13 km från Louth. Saltfleetby All Saints var en civil parish fram till 1999 när blev den en del av Saltfleetby. Civil parish hade 90 invånare år 1961.